# Lista över countyn i South Carolina

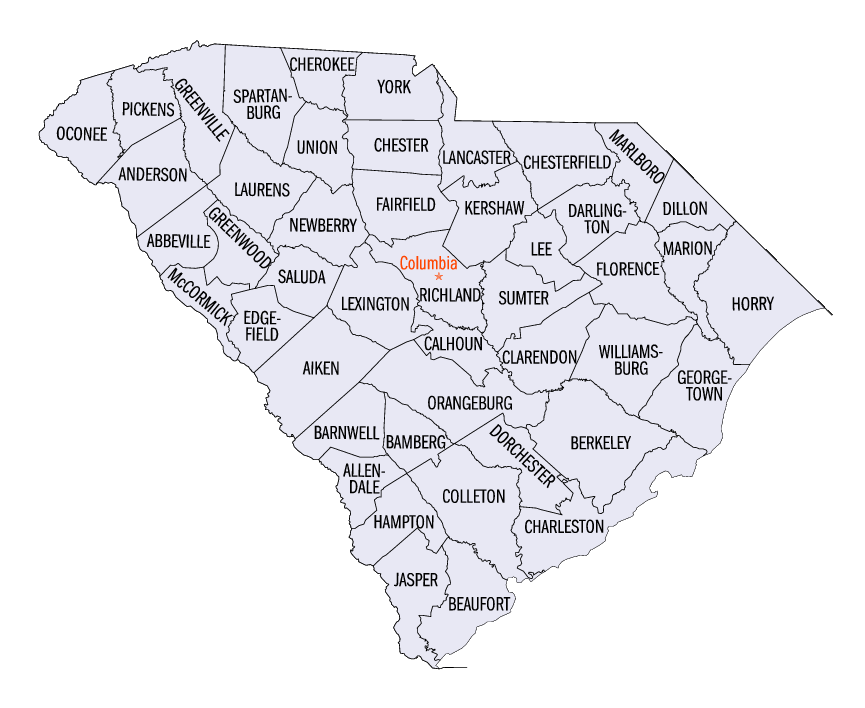
South Carolinas countyn.

Detta är en lista över de 46 countyn som finns i delstaten South Carolina i USA. 
| County              | Huvudort (County Seat) | Grundat |
| ------------------- | ---------------------- | ------- |
| Abbeville County    | Abbeville              | 1785    |
| Aiken County        | Aiken                  | 1871    |
| Allendale County    | Allendale              | 1919    |
| Anderson County     | Anderson               | 1826    |
| Bamberg County      | Bamberg                | 1897    |
| Barnwell County     | Barnwell               | 1798    |
| Beaufort County     | Beaufort               | 1764    |
| Berkeley County     | Moncks Corner          | 1882    |
| Calhoun County      | St. Matthews           | 1908    |
| Charleston County   | Charleston             | 1769    |
| Cherokee County     | Gaffney                | 1897    |
| Chester County      | Chester                | 1785    |
| Chesterfield County | Chesterfield           | 1798    |
| Clarendon County    | Manning                | 1855    |
| Colleton County     | Walterboro             | 1800    |
| Darlington County   | Darlington             | 1785    |
| Dillon County       | Dillon                 | 1910    |
| Dorchester County   | St. George             | 1868    |
| Edgefield County    | Edgefield              | 1785    |
| Fairfield County    | Winnsboro              | 1785    |
| Florence County     | Florence               | 1888    |
| Georgetown County   | Georgetown             | 1769    |
| Greenville County   | Greenville             | 1798    |
| Greenwood County    | Greenwood              | 1897    |
| Hampton County      | Hampton                | 1787    |
| Horry County        | Conway                 | 1801    |
| Jasper County       | Ridgeland              | 1912    |
| Kershaw County      | Camden                 | 1798    |
| Lancaster County    | Lancaster              | 1798    |
| Laurens County      | Laurens                | 1785    |
| Lee County          | Bishopville            | 1902    |
| Lexington County    | Lexington              | 1804    |
| Marion County       | Marion                 | 1800    |
| Marlboro County     | Bennettsville          | 1798    |
| McCormick County    | McCormick              | 1914    |
| Newberry County     | Newberry               | 1785    |
| Oconee County       | Walhalla               | 1868    |
| Orangeburg County   | Orangeburg             | 1769    |
| Pickens County      | Pickens                | 1826    |
| Richland County     | Columbia               | 1799    |
| Saluda County       | Saluda                 | 1896    |
| Spartanburg County  | Spartanburg            | 1785    |
| Sumter County       | Sumter                 | 1798    |
| Union County        | Union                  | 1798    |
| Williamsburg County | Kingstree              | 1802    |
| York County         | York                   | 1798    |